# 廣州友誼商店

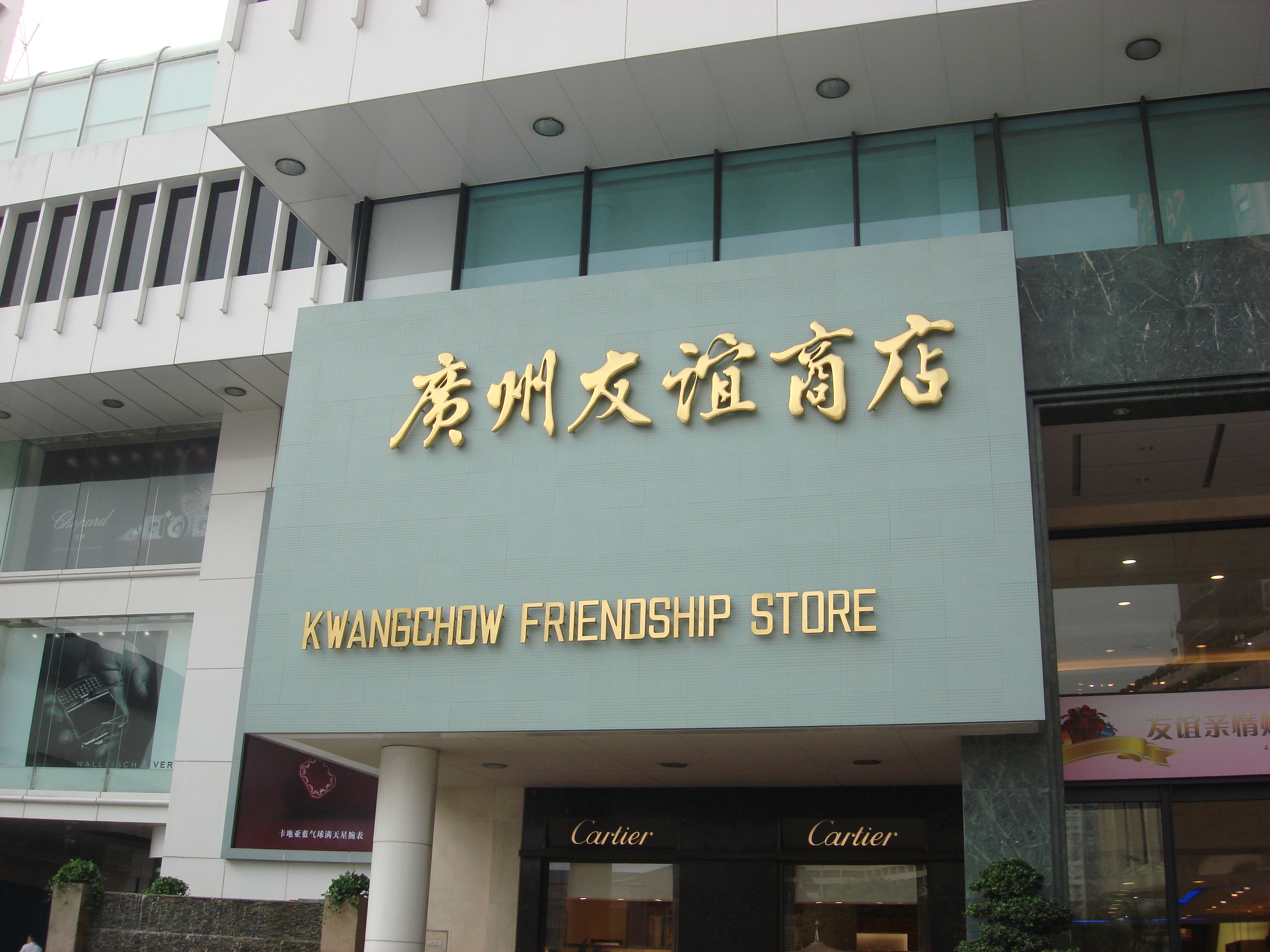
廣州友誼商店環市東總店

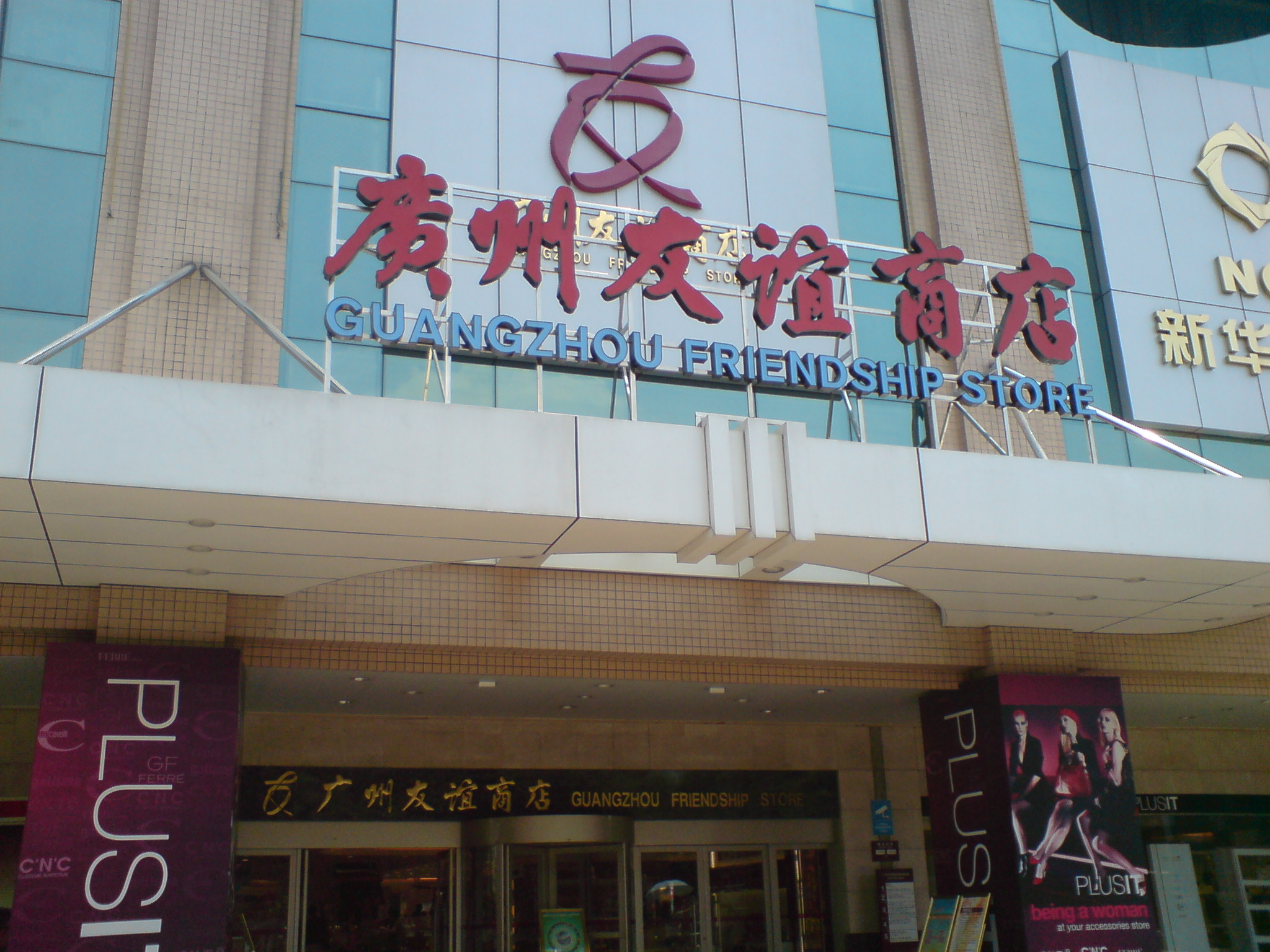
广州友谊商店时代广场分店

廣州友誼商店，又广州友谊集团有限公司（英語：Kwangchow Friendship Store；深交所前上市代碼：000987.SZ），原為廣州市當局服務外賓的商品專營機構。改制後現時是广州市一家以零售、批发业务为主，兼营物业租赁等综合性商业企业，為广州越秀金融控股集团股份有限公司旗下公司。

## 历史
1950年代末，市場商品供應不足， 1959年5月，國務院發出關於妥善解決外國專家、外賓、使領館人員所需副食品及高級日用品問題的通知。同年10月，廣州市第一商業局根據廣州市人民委員會指示，開設廣州友誼商店，初設於西堤百貨商店三樓， 對內是西堤百貨商店附設的一個商品部——友誼部，營業面積 300平方米，員工5人。 　
1965年始，每年春、秋兩屆中國出口商品交易會期間，友誼商店在交易會內開設臨時小賣部，接待參加交易會的來賓，並負擔市內各大賓館、華僑大廈、機場等10 個接待單位在交易會期間接待外賓的商品計畫歸口和調撥業務（1979年秋，接待單位的業務移交廣州對外貿易中心承辦）。
1966年5月，友誼商店遷南方大廈西樓地下，營業面積650平方米，員工33人。　
1978年4月，改組為廣州市友誼公司，並遷往環市東路369號新建的 4層大樓，營業面積3200平方米，員工增至298人，對外掛友誼公司和友誼商店兩個牌，內部同一個班底，作為司店合一的獨立核算企業。
1981年4月12日，广州友谊商店自选超级商场开张，為中国（内地）的第一家超市。初时仍需持外汇券才能购买货品。
1992年4月成为广州市首批进行股份制试点的企业，12月28日成立广州友谊集团股份有限公司。2000年7月18日在深圳证券交易所A股上市。
广百股份于2019年2月24日晚间发出公告称，公司控股股东广百集团获得广州友谊的所有股权，广州友谊因此而退市。

## 經營
1978年前，友谊商店只接待外國駐華使領館及機構人士、外國專家、僑民、留學生、外籍華人、應邀來訪外賓和中國出國人員（憑護照）。
1979年1月，服務對象放寬予華僑和港澳旅遊團體（入內需接待單位陪同，或憑有簽證的華僑護照）。同年5 月，服務對象放寬到港澳人士（入內需憑港澳身分證，或旅遊證件）。
1980年4月，當局發行外匯兌換券後，可憑券票入內選購大部分商品（聲稱疊加優惠價）。1980年12月，全面開放服務對象與銷售。
直到1990年代，是广州最大的一间专门为各国外宾、海外华侨、港澳台人士及其亲友提供商品供应服务的综合性商店，一般民众需要凭侨汇券出入。设有超级商场、友谊餐厅、国内国际托运服务部、维修服务部，并代客送货、代办保险手续等。分店设在中国大酒店首层和二层。

### 鋪面
用斜体字者表示者表示该分店已结业。
| 所属企业                 | 店名           | 地址                 | 备注                            |
| ------------------------ | -------------- | -------------------- | ------------------------------- |
| 广州友谊集团股份有限公司 | 环市东总店     | 环市东路369号        | 营业中                          |
| 广州友谊集团股份有限公司 | 正佳分店       | 天河路228号          | 营业中                          |
| 广州友谊集团股份有限公司 | 时代分店       | 天河北路28号         | 营业中                          |
| 广州友谊集团股份有限公司 | 国金分店       | 珠江新城珠江西路5号  | 营业中                          |
| 广州友谊集团股份有限公司 | 南宁分店       | 广西南宁市金湖路59号 | 营业中                          |
| 广州友谊集团股份有限公司 | 新中国大厦分店 | 十三行路1号          | 已于2002年停业 但仍持有大廈物業 |
| 广州友谊集团股份有限公司 | 佛山分店       | 佛山城门头路18号     | 已于2014年停业                  |